# 子彈星系團
子弹星系团（1E 0657-56）由两个正在碰撞的星系团组成。严格来说，这个名字指的是其中较小的子星系团。目前，两个子星系团正在彼此远离。它的共动距离为1.141 Gpc（3.72×109光年）  。 
天文学家普遍认为，对子弹星系团的引力透镜研究，为暗物质的存在提供了强有力的证据，因此该天体具有极高研究价值。类似地，对其他碰撞星系团（例如MACS J0025.4-1222）的观测结果也支持暗物质的存在。

## 概述
星系团对的主要成分——恒星、气体和假定存在的暗物质——在碰撞过程中表现出不同的动力学特征，因此可以对它们分别进行研究。在可见光下可见的星系并未受到碰撞的太大影响，它们直接穿过对方，仅因引力作用略微减速，但除此之外没有发生其他改变。 星系团中的热气体能通过X射线来追踪，其代表了星系团对中的大部分重子物质，或“普通”物质。由于星系团内介质的气体之间存在电磁相互作用，气体运动速度显著低于星系核恒星。第三个组成部分是暗物质，通过引力透镜效应间接探测，即星系团质量扭曲背景天体光路的程度。最新广义相对论计算表明 ,该子弹星系团对中的大部分引力是由两个以无碰撞暗物质为主导的团块产生的，它们在碰撞过程中不受影响地穿过了气体区域。

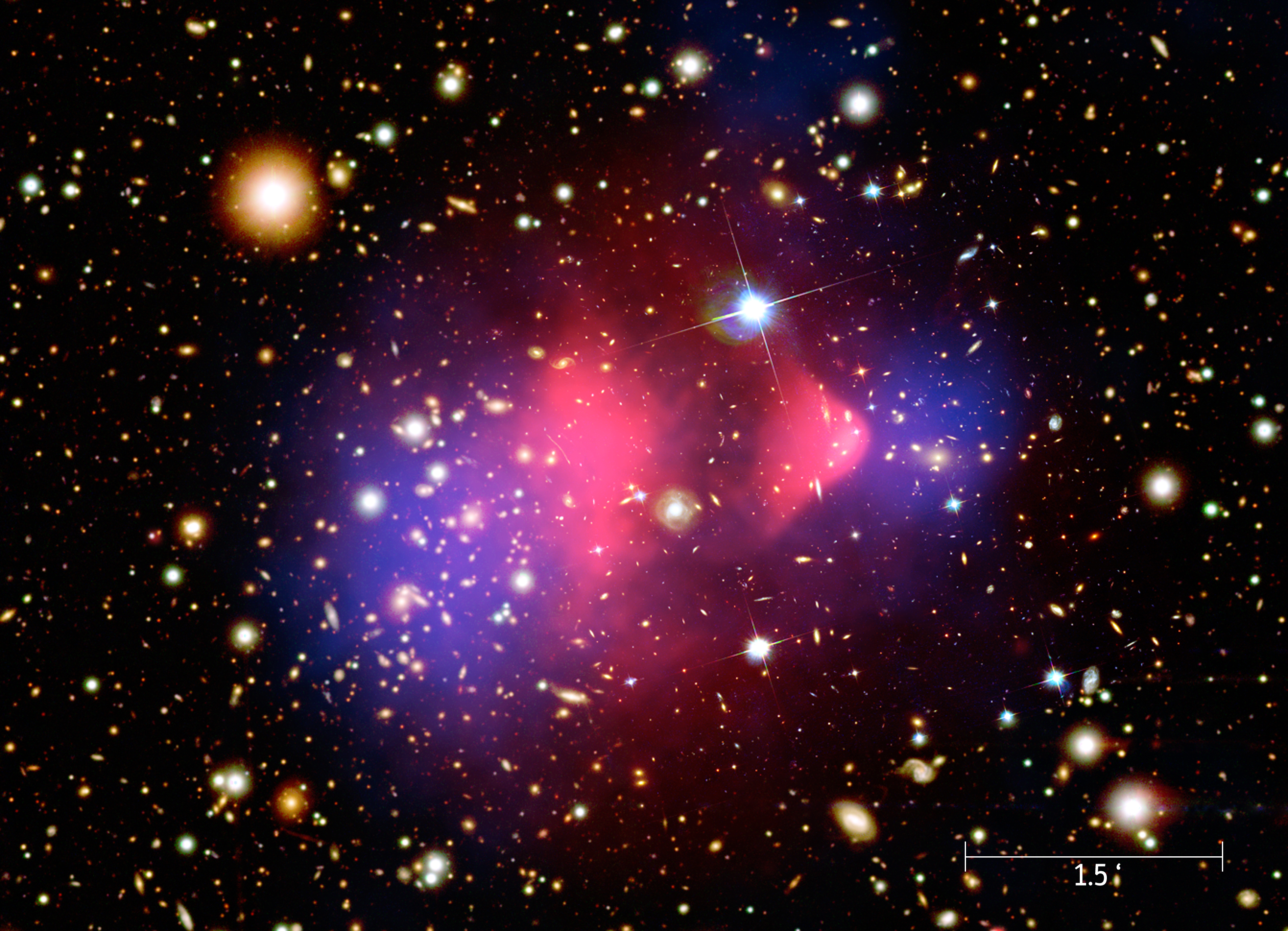
X 射线图像（粉色）叠加在可见光图像（星系）上，其中物质分布由引力透镜计算得出（蓝色）

子弹星系团是已知最炽热的星系团之一。其存在为宇宙学模型提供了关键的观测约束——当星系团温度超过理论预测的临界值时，不同的模型预测就可能出现分歧。约1.5亿年前，子星系团以近1000万公里/小时的速度（携带7000万K高温气体）高速穿过主星系团的1亿K气体云，在右侧形成了独特的弓形激波结构。该激波释放的辐射能量，相当于十个典型的类星体的能量总和。
根据格雷格·马杰斯基（Greg Madejski）的说法：
马尔凯维奇（Markevitch）等人（2004）和克劳维（Clowe）等人（2004）利用钱德拉望远镜对"子弹星系团"（1E0657-56；图2）的观测得出了引人注目的结果。研究指出该星系团正在经历一次高速（约4,500公里/秒）的星系合并过程，这一现象通过炽热X射线辐射气体的空间分布得以显现，但这些气体的运动滞后于两个正在合并的星系团本身。更重要的是，通过弱[[引力透镜效应]揭示的暗物质质量分布，完全符合理论上未遭受碰撞等相互作用的星系质量分布，却超前于遭受碰撞而减速混合的气体组分分布。这一观测发现——以及其他类似观测——为暗物质自相互作用效应提供了严格的限制条件。

埃里克·林（Eric Hayashi）表示：
子弹星系团中两个星系的速度在常规星系团中并不罕见，且符合当前主流ΛCDM模型的预测。

2010年的一项研究声称，此次碰撞的速度“与ΛCDM模型的预测不符”。但后续分析指出，此前结论源于对向心速度（通过X射线气体激波速度来估计）的误判。最新基于激波与苏尼亚耶夫-泽尔多维奇效应的联合分析显示，合并速度约为较低的3,950公里/秒，符合ΛCDM模型的预测，这项分析的前提是电子和离子下游温度的不是瞬时平衡的。

## 作为反对修正引力理论的证据

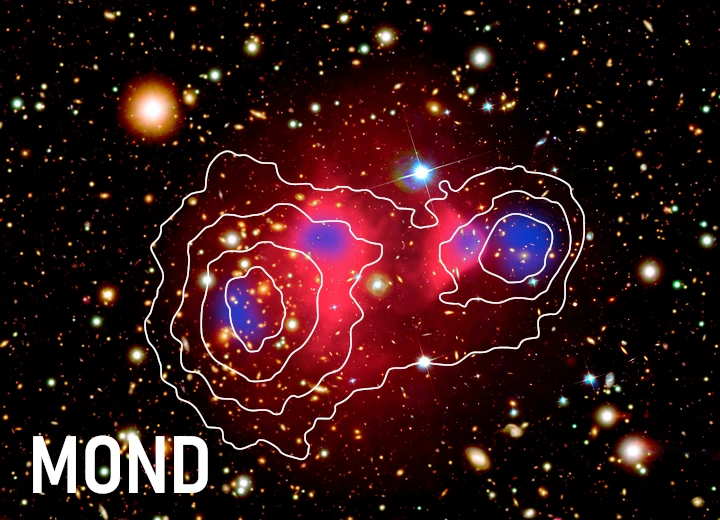
即使修改了引力理论，修正牛顿力学仍然需要引入暗物质来解释观测到的现象。白线描绘了通过引力透镜测量的引力势场分布，粉色云显示了发射热X射线的气体，全彩点是星系和一些前景恒星，蓝色是推断的暗物质分布。图像基于Angus等人于2006年发表的数据。

子弹星系团被认为是对所有提出用修正引力理论来解决质量缺失问题的理论（包括修正牛顿动力学(MOND)）的重大挑战。天文学家分别利用可见光和X射线测量了星系团中恒星和气体质量的分布，并利用引力透镜绘制了引力势能图。如右图所示，发射X射线的气体位于中心，而恒星集中分布于星系团边缘。在碰撞过程中，发射X射线的气体相互作用并减速，因此停留在靠近中心的位置，而恒星由于相互之间的距离巨大，基本上相互擦肩而过。引力势能揭示出两个大的质量集中点都以星系为中心，而非气体，而正常情况下大多数通常物质质量位于后者中。ΛCDM模型预期每个星系团都会有一个暗物质晕，这些暗物质晕会在星系团碰撞过程中相互穿过（通常认为暗物质之间的相互作用很弱，几乎不会发生碰撞）。暗物质的这种性质清楚地解释了引力势峰值和发射X射线的气体之间的偏差，检测结果显示统计显著性达到8σ。
克劳维（Clowe）团队宣称，引力势与常规物质之间的这种空间偏移现象是"暗物质存在的直接观测证据"，他们认为修正的引力理论无法解释它。然而需要指出的是，克劳维团队的研究并未尝试运用修正牛顿动力学（MOND）或其他修正引力理论来分析子弹星系团。同年，安格斯（Angus）团队的研究表明，在子弹星系团这种高度非球对称的系统中，MOND理论确实能够复现引力势与X射线气体分布的空间偏移。根据MOND理论预测，"缺失质量"应当集中在加速度低于阈值a₀的区域——对于子弹星系团而言，这类区域对应的是星系分布区，而非发射X射线的气体所在的区域。尽管如此，由于子弹星系团多个核心区仍存在质量偏差，MOND仍无法完全解释该星系团，这也与其在其他星系团中遇到的困境一致。
MOND理论创始人莫德采·米爾格若姆（Mordehai Milgrom）在网上发表的一篇文章中反驳了"子弹星系团证明暗物质存在"的观点。他认为观测到的现象完全可能源于未被探测到的常规物质，并指出所有星系团中都可能存在与可见重子物质质量相当的冷致密氢气体云，这种物质形态或可解释MOND在星系团尺度上的失效。但最新研究表明，活动星系核（AGN）的反馈机制会阻止氢气冷却凝聚，因此此类冷氢云实际存在的可能性极低。
部分天文学家声称一些替代引力理论，如修正引力理论 (MOG）和多体引力理论 (MBG) ，能够解释子弹星系团的弱引力透镜效应。